# Gällivare domsaga
Gällivare domsaga var en domsaga i Norrbottens län.

## Administrativ historik
Domsagan bildades 1904 genom utbrytning ur Kalix domsaga och Torneå domsaga och upplöstes 1971 då den ombildades tilli Gällivare tingsrätt och dess domkrets, även den benämnd Gällivare domsaga. 
Domsagan lydde först under Svea hovrätt, men överfördes till domkretsen för hovrätten för Övre Norrland när denna bildades 1936. Som mest låg tre tingslag under domsagan men detta antal minskades efter bildandet. 1948 bildades Jukkasjärvi och Karesuando tingslag genom en sammanslagning av Jukkasjärvi och Karesuando tingslag. När domsagan upphörde 1971 löd under den således två tingslag.

### Tingslag

#### Från 1904
- Gällivare tingslag
  - Gällivare landskommun
- Jukkasjärvi tingslag
  - Jukkasjärvi landskommun
- Karesuando tingslag
  - Karesuando landskommun

#### Från 1948
- Gällivare tingslag
  - Gällivare landskommun
- Jukkasjärvi och Karesuando tingslag
  - Kiruna stad, Karesuando landskommun

## Häradshövdingar
- 1904–1913 Bernt Hellborn
- 1913–1922 Albert Malmström
- 1923–1931 John Larson
- 1932–1942 Tord Sandström
- 1943–1952 Einar Holm
- 1953–1959 Per-Axel Hansén

## Valkrets för val till andra kammaren
Vid andrakammarvalet i Sverige 1908 utgjorde Gällivare domsaga en valkrets: Gällivare domsagas valkrets. Valkretsen avskaffades vid införandet av proportionellt valsystem inför valet 1911 och uppgick då i Norrbottens läns norra valkrets.